# Omoi
Singles de Nana Mizuki
Heaven Knows
(2001)
Omoi (想い) est le premier single de la chanteuse et seiyū Japonaise Nana Mizuki sorti le 6 décembre 2000 sous le label King Records. Il n'arrive pas dans le classement de l'Oricon.
Omoi a été utilisé comme thème musical pour le CD drama Shounen Shin Karon; tandis que Anone ~Mamimume☆Mogacho~ a été utilisé comme thème d'ouverture pour l'anime Mamimume☆Mogacho. Une autre version de la face A, Omoi -pedigreed mix-, se trouve sur l'album Supersonic Girl. Omoi se trouve sur la compilation The Museum.

## Liste des titres
| 1. | Omoi (想い, lit. Sentiment)                                                                                   | 4:36 |
| 2. | Anone ~Mamimume☆Mogacho~ (アノネ〜まみむめ☆もがちょ〜, lit. Ahah! Je n'ai pas d'idées!)                       | 3:14 |
| 3. | Pierce (ピアス, lit. Percer)                                                                                  | 4:51 |
| 4. | Omoi (version instrumentale) (想い (ヴォーカルレス・ヴァージョン))                                            | 4:35 |
| 5. | Anone ~Mamimume☆Mogacho~ (version instrumentale) (アノネ～まみむめ☆もがちょ～ (ヴォーカルレス・ヴァージョン)) | 3:13 |

Auteurs : Les paroles sont écrites par Chokkyu Murano. Les musiques sont composées par Ataru Sumiyoshi, sauf celle du titre N°3 (Pierce) composée par NOV. Tous les arrangements sont de NOV.